# Акционер (газета)
«Акционе́р» — русская еженедельная газета, выходившая в Москве в 1860—1863 годах.

## История
В 1860—1861 году газета являлась прибавлением к ежемесячному журналу «Вестник промышленности». В 1862 году выходила самостоятельно. В 1863 году была прибавлением к газете «День».
Редакторами газеты были Ф. В. Чижов и И. К. Бабст.
Ведущие сотрудники подписывались псевдонимами (Русский купец, Проезжий и др.).
Газета ставила своей целью защиту русской промышленности и торговли от иностранной конкуренции.
Состояла из следующих отделов: «Передовая статья», «Торговые дела», «Баланс и состояние счетов Госбанка», «Вексельный и денежный курсы», «Поезда железных дорог», «Последние цены акций на Санкт-петербургской бирже», «Объявления». После прекращения «Вестника промышленности» были добавлены ещё два отдела: «Обозрение русской промышленности» и «Торговля и промышленная хроника».